# Pilisszántó
Pilisszántó là một thị trấn thuộc hạt Pest, Hungary. Thị trấn này có diện tích 15,96 km², dân số năm 2010 là 2456 người, mật độ 154 người/km².